# Toyota Corolla (E170)
Toyota Corolla (E170) — одиннадцатое поколение самого продаваемого и популярного автомобиля в мире. Он выпускается с августа 2013 года в США и с 10 августа 2013 года в России. Цены в России начинаются с отметки 659 000 рублей и заканчиваются на 1 026 000 рублях. В Северной Америке продажи начались осенью 2013 года.

## Появление
Первые фотографии международной версии нового поколения Corolla были опубликованы журналом Car&Driver в апреле 2012 года. Затем, в мае, начались продажи Corolla E160 в Японии, где седан продаётся как Corolla Axio, а универсал — как Corolla Fielder. Также появилась информация о гибридной установке автомобиля. В январе 2013 года появились фотографии американской версии Corolla и интерьер, а также информация о двигателях. Через несколько дней, на Североамериканской международном автосалоне был показан концепт седана — Corolla Furia. В феврале в интернете были опубликованы шпионские фотографии автомобиля. В апреле 2013 года представители компании заявили о появлении новой Corolla в 2013 году. Официальные изображения и информация появились в конце мая.

## Рестайлинг 2015
В 2015-2016 году был проведён рестайлинг 11 поколения.

#### Среди изменений
- Немного изменены формы основных фар
- Новый двигатель поддерживает бензин до 6 дней
- Измененные двери
- Улучшены панели в салоне
- Установлены новые колеса, позволяющие не налипать грязи
- Добавлены противотуманные фары
- Улучшенная мультисенсорная панель позволяет быстро ориентироваться на месте

## Безопасность
| Euro NCAP                                                          | Euro NCAP | Euro NCAP | Euro NCAP             |
| ------------------------------------------------------------------ | --------- | --------- | --------------------- |
| · общий рейтинг                                                    |           |           |                       |
| 94%                                                                | 82%       | 67%       | 66%                   |
| взрослый пассажир                                                  | ребёнок   | пешеход   | активная безопасность |
| Протестированная модель: Toyota Corolla, 1.6 Mid grade, LHD (2013) |           |           |                       |

## Галерея

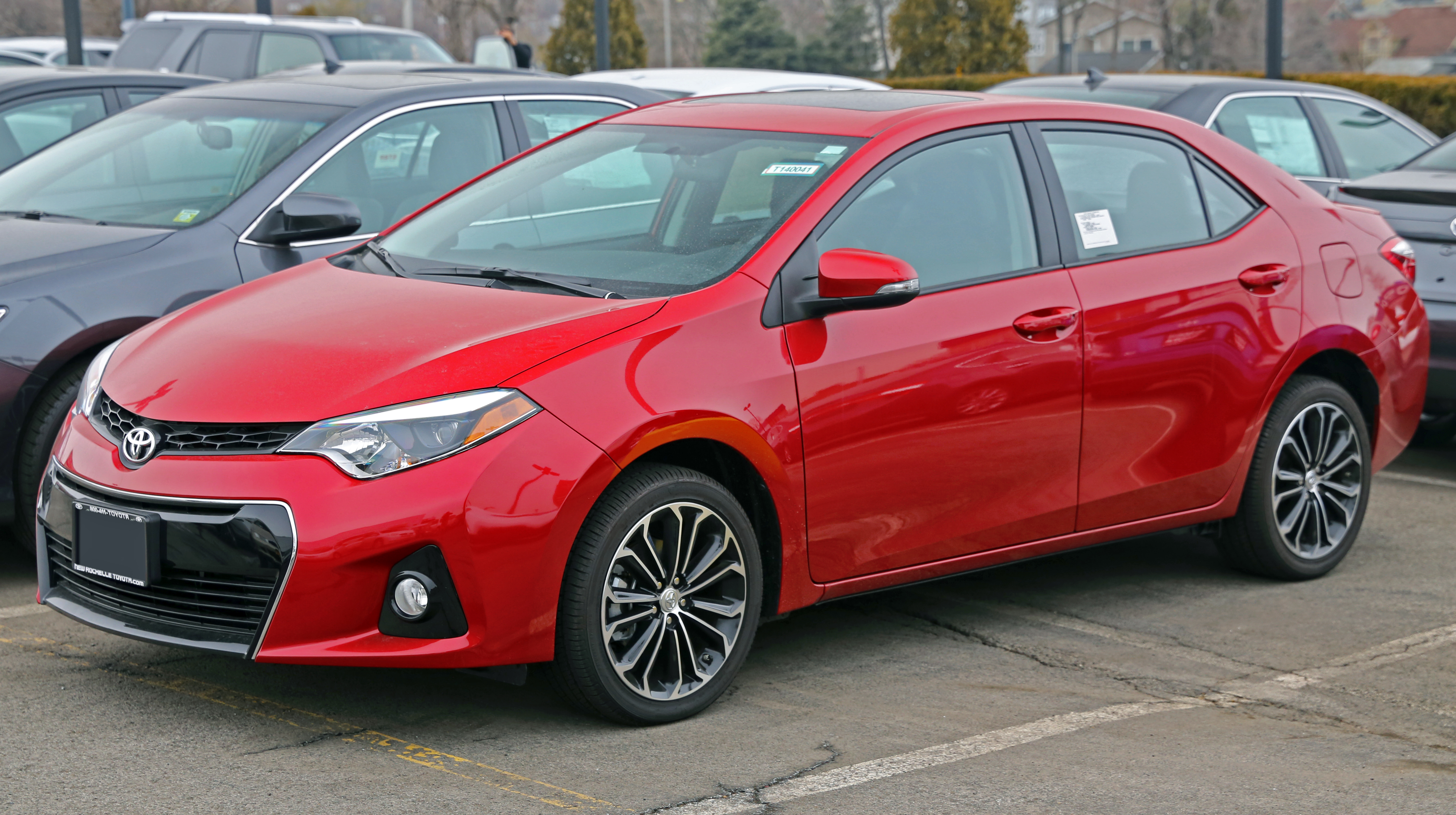
Североамериканская версия
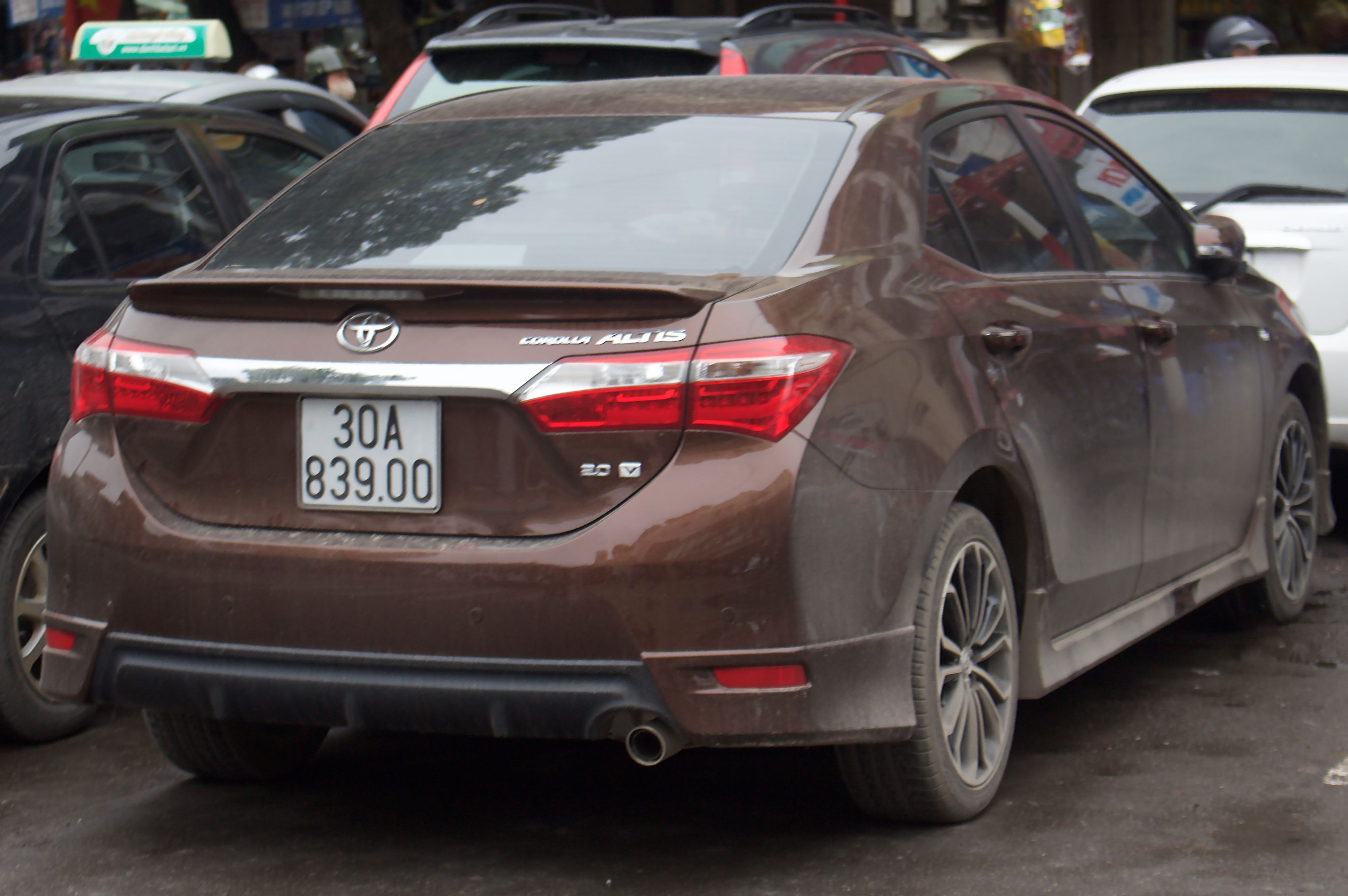
Вид сзади
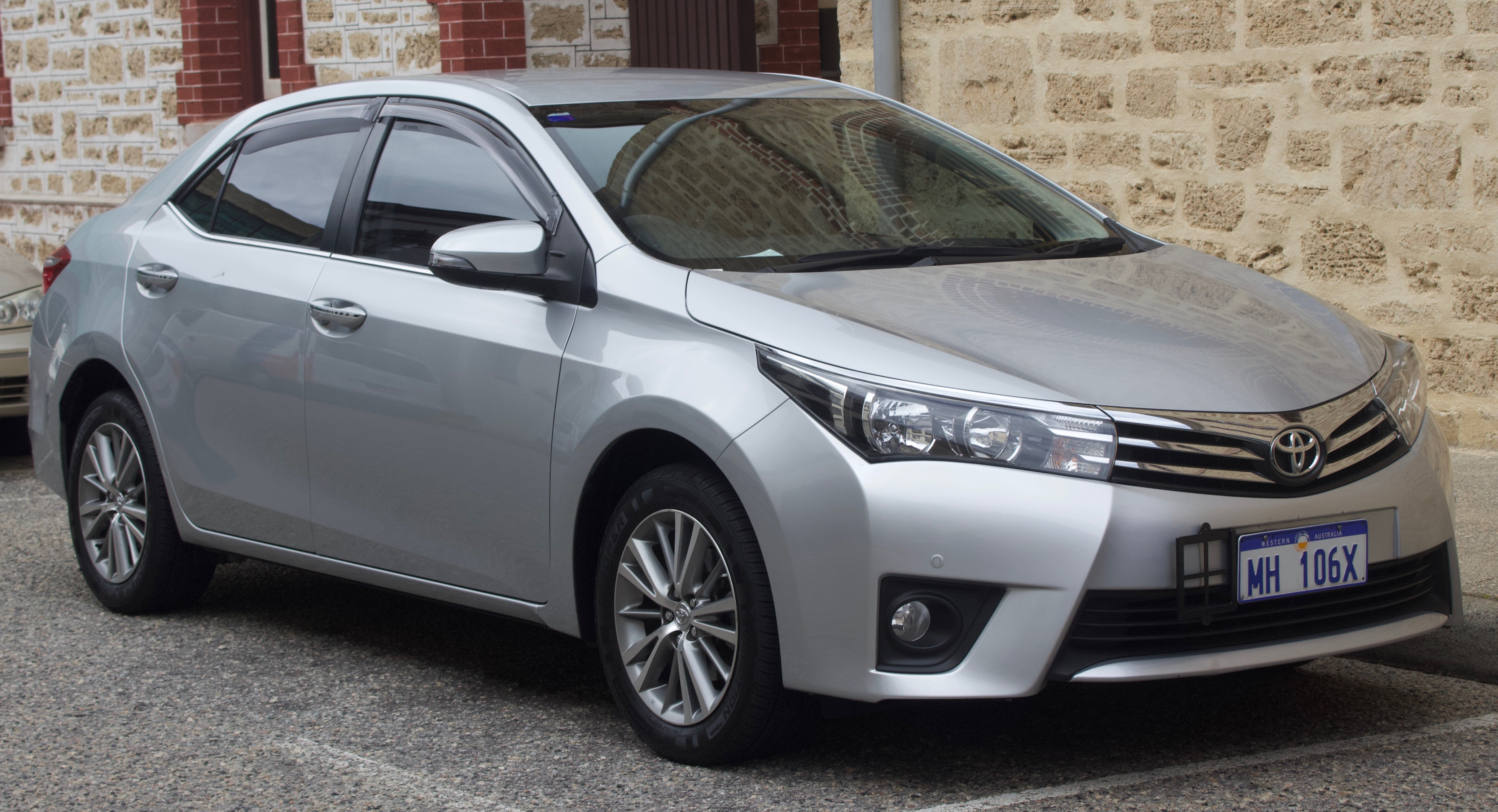
Corolla вид спереди
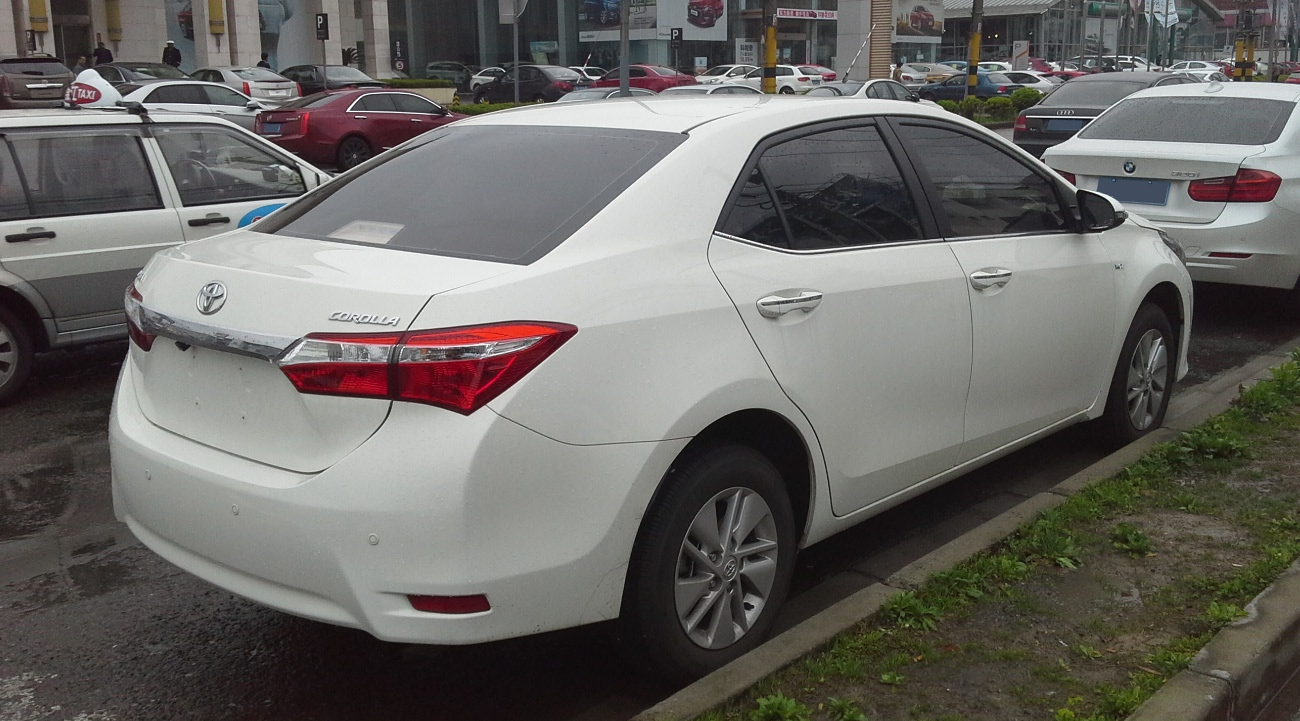
Сorolla вид сзади